# 黑衣人3
《黑衣人3》（英語：Men in Black 3，縮寫MIB³）是一部于2012年5月上映的美国3D科幻動作喜劇電影，巴里·索南菲尔德執導。繼續由湯米·李·瓊斯和威爾·史密斯主演。劇情主要以1969年為背景，J探员聯合K探员獵殺野兽波里斯，以阻止世界末日到來。

## 電影簡介
本電影讲述反派角色野獸波里斯（杰梅奈·克莱门特饰）想要回到过去杀死K探员，随之发生了一系列难以想象的事件。威爾·史密斯扮演的J探员回到1969年，与年轻K一同阻止野獸波里斯毁灭世界。

## 角色
| 演員                            | 角色                                                                    | 備註 |
| 威爾·史密斯 Will Smith          | 詹姆斯·達瑞爾·愛德華茲三世「J探員」 James Darrell Edwards III / Agent J | MIB高級探員，和「K」為忘年搭檔。 |
| 湯米·李·瓊斯 Tommy Lee Jones    | 凱文·布朗「K探員」 Kevin Brown / Agent K                                | MIB資深探員，和「J」為忘年搭檔。 |
| 喬許·布洛林 Josh Brolin         | K探員（年輕版） Young Agent K                                           | |
| 杰梅奈·克莱门特 Jemaine Clement | 波里斯「野獸」 Boris The Animal                                         | 巴格戴星人，兇殘至極 40年前與「K」有段恩怨，左手亦為其所廢。 |
| 麥可·斯圖巴 Michael Stuhlbarg   | 葛瑞芬 Griffin                                                          | 阿查南星人，具有預視未來及讓他人預視的能力。 因持有防護罩「天網」，成了波里斯的追捕目標。 |
| 艾瑪·湯普遜 Emma Thompson       | O探員 Agent O                                                           | 在「Z」死後，接任其局長職務。 |
| 爱丽丝·伊芙 Alice Eve           | O探員（年輕版） Young Agent O                                           | 與「K」互有好感 |
| 麥克·寇特 Mike Colter           | 小詹姆斯·達瑞爾·愛德華茲上校 Colonel James Darrell Edwards Jr.          | 駐守火箭發射基地的上校，為小詹姆斯三世也就是「J」的父親。 起因拘留行跡可疑的「K」等人，看到未來預視後轉而幫助他們。 被「K」推薦加入MIB但最後為了救「K」英勇犧牲，換取了正確的未來。 「K」對於這件事一直非常自責，因此一開始反對「J」插手波里斯事件。 |
| 妮可·舒辛格 Nicole Scherzinger  | 莉莉·波伊森 Lilly Poison                                                | 波里斯女友，身材火辣。 於片頭為波里斯探監。 |
| 麥可·切爾努斯 Michael Chernus   | 傑佛瑞·普萊斯 Jeffrey Price                                             | 電器行店員，其父親為「月球最高監獄」受刑人。 協助波里斯和「J」進行「時空跳越」回到1969年7月。 |
| 大衛·拉斯契 David Rasche        | X探員 Agent X                                                           | 1969年的MIB局長。 |
| 威尔·阿奈特 Will Arnett         | AA探員 Agent AA                                                         | MIB探員。 於「被波里斯穿越時空裂縫修改的黑歷史」中，為「J」搭檔。 |
| 奇恩·杨 Keone Young             | 老吳 Mr. Wu                                                             | 「吳園酒家」老闆，外星人。 因外星寄生蟲感染事件遭到MIB派員調查，後為波里斯所殺。 |
| 比爾·哈德 Bill Hader            | 安迪·華荷「W探員」 Andy Warhol / Agent W                                | 臥底探員。 |
| 卡楊·馬丁 Cayen Martin          | 小詹姆斯三世 young James Darrell Edwards III                            | 孩童時期的「J」。父親遭波里斯殺害。 |
| Lady Gaga                       | 母親外星人 Mother Alien                                                 | 出現於總部大廳中的投射顯示器的影像中。 |
| 贾斯汀·比伯 Justin Bieber       | 嬰兒外星人 Baby Alien                                                   | 出現於總部大廳中的投射顯示器的影像中。 |
| 姚明 Yao Ming                   |                                                                         | 出現於總部大廳中的投射顯示器的影像中。 |
| 大卫·贝克汉姆 David Beckham     |                                                                         | 出現於總部大廳中的投射顯示器的影像中。 |

## 制作
這部電影的構思最初是威爾·史密斯在2002年拍攝《黑衣人2》期間向導演巴里·索南菲尔德提出的，史密斯建議他的角色J探員回到過去拯救他的搭檔K探員，同時探索K探員的背景故事。索南菲尔德表示，這個想法“變成了是一個非常漫長的發展過程，主要是因為時間旅行的糾結問題。”
這部電影於2009年4月1日由索尼影視娛樂總裁Rory Bruer在索尼ShoWest發布會上首次宣布。到了10月，伊坦·柯亨獲任撰寫劇本。索南菲尔德閱讀了劇本並於2010年1月開始創作。截至3月，史密斯都仍未決定要接拍本電影或另一部電影《The City That Sailed》。5月，索南菲尔德確認瓊斯和史密斯回歸，兩人都曾於2008年表示有興趣重新扮演角色。電影製作人還包括沃爾特·F·帕克斯和勞拉·麥克唐納擔任制片人，斯蒂芬·斯皮尔伯格擔任執行製作人，他們都是前兩部電影的製片人。在選擇喬許·布洛林之前，索南菲尔德曾考慮讓馬克·華伯格扮演年輕的K探員。

## 配樂
官方發佈的原聲帶：
| 曲目表   | 曲目表                                | 曲目表 |
| 曲序     | 曲目                                  | 时长   |
| -------- | ------------------------------------- | ------ |
| 1.       | Men in Black 3 – Main Titles          | 5:54   |
| 2.       | Spiky Bulba                           | 2:17   |
| 3.       | The Set-Up                            | 3:35   |
| 4.       | Headquarters                          | 1:59   |
| 5.       | Regret                                | 3:03   |
| 6.       | Wrong                                 | 1:02   |
| 7.       | Not Funny                             | 1:48   |
| 8.       | Big Trouble                           | 1:14   |
| 9.       | Out on a Limb                         | 2:00   |
| 10.      | Time Jump                             | 1:14   |
| 11.      | Bad Fortune                           | 1:14   |
| 12.      | Forget Me Not                         | 1:27   |
| 13.      | Into the Past                         | 1:37   |
| 14.      | Griffin Steps Up                      | 1:40   |
| 15.      | True Story                            | 0:41   |
| 16.      | The Prize – Monocycles                | 3:56   |
| 17.      | Boris Meets Boris                     | 1:26   |
| 18.      | Under the Bridge                      | 5:51   |
| 19.      | The Mission Begins                    | 5:27   |
| 20.      | Mission Accomplished                  | 3:07   |
| 21.      | A Close One                           | 1:33   |
| 22.      | Men in Black 3 – Main Title Revisited | 1:33   |
| 总时长： | 总时长：                              | 53:38  |

未收錄在官方的：
| 曲序 | 曲目                                                        | 作曲                  |
| ---- | ----------------------------------------------------------- | --------------------- |
| 1.   | Amazing Grace - Eric Rigler                                 | John Newton           |
| 2.   | I'm An Old Cowhand - Roy Rogers                             | Johnny Mercer         |
| 3.   | Toccata - Carpimus Noctem - Trans-Siberian Orchestra        | Johann Sebastian Bach |
| 4.   | 2000 Light Years From Home - The Rolling Stones             |                       |
| 5.   | Pictures Of Matchstick Men - Status Quo                     |                       |
| 6.   | I'm Waiting For The Man - Lou Reed & The Velvet Underground |                       |
| 7.   | Strange Brew - Cream                                        |                       |
| 8.   | A Summer Song - Chad and Jeremy                             |                       |
| 9.   | Empire State Of Mind - Jay-Z + Alicia Keys                  |                       |
| 10.  | Back In Time - Pitbull                                      |                       |

## 花絮
电影宣传的时候曾透露该片中有许多国际巨星出演，不过播出之后，才知道姚明、大卫·贝克汉姆、Lady Gaga等国际巨星都只有几秒钟的镜头，令观众有点失望。中國公映时最初因部分镜头“损害中国人形象”未能通过廣電總局审查，故有3分钟的镜头被删减。删减内容基本是华人老板的戏份，中國公映版中看不出此老板是外星人。
最後一幕是K在餐廳忘記給小費（卻也造成隕石要墜毀在地球，後來K有回來補給小費，才阻止了隕石要墜毀在地球的事），電影想提醒觀眾在美國給小費的重要性。

### 穿幫鏡頭
- 當波里斯將牆壁打爆而將所有的監獄護衛隊吸進太空時，原本站在二樓的護衛隊卻消失。
- J在第一次利用時空回轉跳下大樓時需要護目鏡，但在最後回去時根本不用（可能考慮到不需要了）。
- 當波里斯把J靠在火箭發射平台上的欄杆上時，J對他說完話後，在下一個鏡頭裏可以發現波里斯抓住J的方向是在另一邊。
- 當J對付波里斯時利用時空回轉倒回9：30分，但影片卻重回J利用時空回轉之前發生的片段（J對波里斯說“你輸定了”說了兩次）。
- 當K爲了打敗波里斯而將冷氣管打斷，但當K准備跳上火箭時，打斷的冷氣管卻安然無恙。

## 迴響

### 專業评价
媒体综评58分，爛番茄新鲜度70%（158人顶，69人踩），收获了大多好评。
“虽然编剧设置了各种爆发点，但整体剧情还是显得过于单线条并趋于简单，不过总体而言诚意地表达方式、造型怪异的外星生物、一如既往的想象力以及若有若无的角色间真情，还让人满意”，“并没有带来第一部那样的惊艳感，但夸张的故事和精彩地特效还是消磨了不少系列第二部带来的糟糕印象”，“威爾·史密斯与布洛林之间的化学反应出乎意料”，“作为一部夏日消遣影片，本片戳中了所有能用的看点”。
頭條日報的思慧說：「全片堪稱零冷場，跟第二集相隔十年的《MIB3》，雖然冷飯重炒，但好好味。」
香港爽報的尋真給予電影三個讚（最高為五個讚）說：「韋哥（威爾·史密斯）穿梭時空救拍檔救未來，更做出自我救贖，最後昇華一段bromance（兄弟情），在光怪陸離的宇宙中，幸仍有情字只能意會而難以言傳。」

### 票房
北美首周末三天收获5500万美元名列第一位。
中国大陆大陸方面，收获5亿人民币。
台灣方面，最終全台票房為新臺幣2.26億元。
| 上一届： 《復仇者聯盟》 | 2012年美國週末票房冠軍 第21周        | 下一届： 《白雪公主与猎人》 |
| 上一届： 《复仇者联盟》 | 2012年中國內地一周票房冠軍 第21-23周 | 下一届： 《飢餓遊戲》       |
| 上一届： 《復仇者聯盟》 | 2012年台北週末票房冠軍 第21週        | 下一届： 《白雪公主与猎人》 |
| 上一届： 《復仇者聯盟》 | 2012年香港一週票房冠軍 第21-22週     | 下一届： 《普罗米修斯》     |

## 续集
史密斯和瓊斯俩人都说会考慮接拍第四集，琼斯说这将会有个三部曲后的完美结局，他也能完美地离开。“我们知道我们在做些什么，且我们知道该如何去做。这真的有极大的乐趣。”哥倫比亞首席执行官道格·贝尔格拉德在2012年7月时说：“我们非常高兴《MIB星際戰警3》能取得良好的票房，并且我们相信这個系列可以繼續下去。我们會做（下一集）的，但我们并没有搞清还应如何进行。”巴里·索南菲尔德说：“威尔是一位非常聪明的演员，但正如我所说的，聪明的让人“讨厌”，他有着过多的能量。当他变得太精力旺盛时，我会告诉他在《MIB星際戰警4》中，威尔将会被“踢出”，贾登·史密斯（他儿子）将会加入……。如果我们继续沿着这个路径走，第四部并不会很快出现在观众眼前，而是要等直到2032年了，但这一部曲将会是非常出色的！”威尔·史密斯说“贾登马上就要13周岁了，所以他已经到了那个“神话男孩”们的年龄，是時候舉行他的成年禮了，所以他就在那个地方…，他已经准备好如何去考验我了，因此他现在不能掺和我的电影！”
衍生作品電影《黑超特警組：反轉世界》於2019年上映，由全新演員陣容出演。